# Barra Pesada (programa de televisão)
Barra, originalmente nomeado como Barra Pesada, é um telejornal policial brasileiro produzido e exibido pela TV Jangadeiro, emissora local do estado do Ceará. Inicialmente, foi exibido entre 1990 e 2020, retornando a grade de programação da emissora em 2024, atendendo grande clamor popular. Foi apresentado inicialmente por Tadeu Nascimento, sendo sucedido por Nonato Albuquerque em 1993. O programa é conhecido por veicular matérias policiais e quadros de prestação de serviço.

## História
Estreado na recém-inaugurada TV Jangadeiro de Fortaleza na tarde de 17 de julho de 1990, o Barra Pesada, um dos primeiros programas policiais da televisão cearense, foi idealizado pelo então superintendente da emissora Tancredo Carvalho e, inicialmente, apresentado pelo jornalista Tadeu Nascimento. O nome da atração teria sido baseado no livro homônimo escrito pelo repórter policial Octávio Ribeiro. A produção do noticiário era composta por repórteres de plantão diariamente, que consistia em ligar para todas as delegacias pela manhã.
Em 1992, Tadeu deixa a apresentação do programa para se candidatar ao cargo de vereador de Fortaleza nas eleições municipais. Nesse meio tempo, após ser eleito, ele acabou por deixar a emissora e, mais tarde, foi contratado pela TV Cidade Fortaleza. Durante este período, o radialista Laerte Alves e o apresentador e cantor Robson Nolasco, ficaram na apresentação por alguns meses. Por volta de janeiro de 1993, após ser convidado por Tancredo para fazer um teste, o radialista Nonato Albuquerque passou a apresentar o programa desde então.
Em 24 de março de 2020, devido à redução da programação da Jangadeiro em meio à pandemia de COVID-19 como forma de evitar aglomerações, além de conter gastos, o programa foi temporariamente suspenso e teve sua última edição exibida. No entanto, ao serem promovidas mudanças na grade, a extinção do noticiário foi confirmada em 10 de agosto através de uma nota lida por Nonato Albuquerque no Jornal Jangadeiro, do mesmo canal, que assumiu o horário e absorveu as pautas policiais da antiga atração.
Após diversas solicitações dos telespectadores cearenses, o Barra retornou a grade de programação da emissora. Novamente sob o comando de Nonato Albuquerque, agora dividindo a apresentação com a repórter Iva Soares, o programa reestreou em 18 de março de 2024. No dia 22 de abril, após mais de um mês afastada para recuperar-se de um problema de saúde, Iva passou a comandar o programa em definitivo ao lado de Nonato. Em 31 de janeiro de 2025, Iva deixa a apresentação do Barra, mas continuou como repórter até deixar a Jangadeiro em 17 de fevereiro, enquanto Nonato Albuquerque segue apresentando o programa.